# Hemiramphus saltator
Hemiramphus saltator är en fiskart som beskrevs av Gilbert och Starks, 1904. Hemiramphus saltator ingår i släktet Hemiramphus och familjen Hemiramphidae. IUCN kategoriserar arten globalt som livskraftig. Inga underarter finns listade i Catalogue of Life.